# 6. Königlich Bayerische Landwehr-Division
Die 6. Landwehr-Division war ein Großverband der Bayerischen Armee im Ersten Weltkrieg.

## Geschichte
Die Division sollte ursprünglich als württembergische Formation aufgestellt werden. Durch die Order des Kriegsministeriums Nr. 2610, 15 A 1 vom 9. Februar 1915 sowie Nr. 2936, 15 A 1 wurde sie bayerisch. Das Personal, das zum größten Teil aus Angehörigen der Landwehr bestand, wurde ausschließlich an der Westfront im Bereich der Vogesen zur Sicherung von Elsaß-Lothringen eingesetzt. Nach Kriegsende wurde der Großverband demobilisiert und im Januar 1919 schließlich aufgelöst.
Von der alliierten Aufklärung wurde die Division als drittklassig eingestuft.

### Gefechtskalender

#### 1915
- ab 29. Januar – Stellungskampf im Oberelsass
  - 19. Februar bis 20. März – Schlacht bei Münster
  - 16. April – Gefechte im Kaysersberger Tal
  - 21. Juni – Gefecht im Kaysersberger Tal
  - 20. Juli bis 14. Oktober – Zweite Schlacht um Münster

#### 1916/17
- 01. Januar bis 31. Dezember – Stellungskampf im Oberelsass

#### 1918
- bis 11. November – Stellungskampf im Oberelsass
- ab 12. November – Räumung des besetzten Gebietes und Marsch in die Heimat

## Gliederung

### Kriegsgliederung vom 25. März 1915
- 1. Landwehr-Infanterie-Brigade
  - Landwehr-Infanterie-Regiment 1
  - Landwehr-Infanterie-Regiment 2
- 2. Landwehr-Infanterie-Brigade
  - Landwehr-Infanterie-Regiment 3
  - Landwehr-Infanterie-Regiment 12
- 2. Landwehr-Eskadron/I. Armee-Korps
- Landsturm-Feldartillerie-Abteilung 1  (drei Batterien zu sechs Geschützen)
- 5. Batterie/2. Fußartillerie-Regiment (vier 10-cm-Kanonen)
- Landsturm-Pionier-Kompanie 1

### Kriegsgliederung vom 10. März 1918
- 2. Landwehr-Infanterie-Brigade
  - Landwehr-Infanterie-Regiment 1
  - Landwehr-Infanterie-Regiment 3
  - Landwehr-Infanterie-Regiment 12
- 2. Eskadron/2. Chevaulegers-Regiment „Taxis“
- Artillerie-Kommandeur Nr. 23
  - Landwehr-Feldartillerie-Regiment 6
- Stab Pionier-Bataillon 26
  - Reserve-Pionierkompanie 16
  - Landwehr-Pionierkompanie 10
  - Minenwerferkompanie 306
- Divisions-Nachrichten-Kommandeur 506

## Kommandeure
| Dienstgrad             | Name                 | Datum                            |
| ---------------------- | -------------------- | -------------------------------- |
| Generalmajor           | Guido Sontag         | 25. Januar bis 19. März 1915     |
| General der Kavallerie | Otto von Schmidt     | 20. März 1915 bis 24. April 1916 |
| Generalleutnant        | Friedrich Spennemann | 05. Januar bis 20. August 1918   |